# My Name Is Bruce
My Name is Bruce, è un film statunitense del 2007, di genere commedia-horror, diretto ed interpretato da Bruce Campbell. Scritto da Mark Verheiden (Timecop), prodotto da Mike Richardson e dallo stesso Campbell per Dark Horse Entertainment, il film, vede la nota star di B-movie nel ruolo di sé stesso, che ingaggiato da un gruppo di fan per combattere un demone cinese, in realtà è convinto di essere stato assunto in uno show televisivo. Secondo film di Bruce Campbell come attore-regista, ma il primo girato per il grande schermo, My name is Bruce, è uscito nelle sale cinematografiche statunitensi nell’ottobre 2008, mentre in Italia si è visto soltanto al Noir in Festival di Courmayeur nel dicembre dello stesso anno.

## Trama
In un piccolo paesino dell'Oregon, quattro ragazzi, giocando in un cimitero cinese, risvegliano involontariamente Guan-Di (qui raffigurato come il protettore dei morti e del tofu), che stermina senza pietà il gruppo. L'unico superstite, un fan ossessionato da Bruce Campbell, va alla ricerca del suo eroe convinto che possa salvarli, quando in verità non solo è una persona normale ma in questo film è anche una versione parodiata e ridicolizzata, un attore ridotto a miseri ingaggi e a vivere in una misera roulotte.

## Accoglienza
Nonostante abbia avuto poco successo (ottenuto in parte dal fandom attorno alla star del film tra l'altro) Bruce ha rivelato nel 2010 che stava lavorando ad un sequel, Bruce Vs. Frankenstein. Poco prima d'aver accantonato il progetto per poter lavorare alla serie Ash vs Evil Dead aveva rivelato che sarebbe stato l'equivalente horror de I mercenari - The Expendables.

## Distribuzione
- La prima edizione è uscita il 2 marzo 2009, distribuita dalla Anchor Bay Home Entertainment in DVD e Blu-Ray. L'edizione in DVD contiene 2 dischi, quella in Blu-Ray 1 solo, che è lo stesso distribuito dalla Alive - Vertrieb und Marketing con audio tedesco, questi tutti con la durata di 84 minuti.
- La seconda edizione è uscita l'11 maggio 2009, distribuita dalla Platform Entertainment.
- La terza edizione è uscita il 4 giugno 2015, distribuita dalla M6 Vidéo e contenente solo 1 disco con audio inglese e francese e con la durata di 80 minuti.
- In Italia non è ancora stato distribuito attraverso alcun mezzo, e per questo non esiste ancora alcun doppiaggio italiano. Su YouTube è stato caricato con sottotitoli italiani non ufficiali.